# Trachyota lativentris
Trachyota lativentris är en skalbaggsart som beskrevs av Thomas Casey 1906. Trachyota lativentris ingår i släktet Trachyota och familjen kortvingar. Inga underarter finns listade i Catalogue of Life.